# Elecciones municipales de Chile de 1967
Las elecciones de regidores de 1967, llevada a cabo el 2 de abril, fueron una prueba de fuego para la derecha chilena. Luego de haber sido demolida electoralmente en la elección presidencial de 1964 y en las parlamentarias del año siguiente, intentaban revivir como organización política, a través del nuevo Partido Nacional, que agrupaba a los antiguos partidos Liberal y Conservador, además de Acción Nacional de Jorge Prat e independientes de tendencia derechista.

## Candidatos
La distribución de candidatos de cada lista por provincia fue la siguiente:
| Provincia                                 | Lista | Lista | Lista | Lista | Lista | Lista | Lista | Total |
| Provincia                                 | A PR  | B PDC | C PC  | D PS  | E PDN | F PN  | Ind.  | Total |
| ----------------------------------------- | ----- | ----- | ----- | ----- | ----- | ----- | ----- | ----- |
| Tarapacá                                  | 27    | 27    | 15    | 21    | 0     | 21    | 1     | 112   |
| Antofagasta                               | 31    | 35    | 25    | 26    | 6     | 28    | 1     | 152   |
| Atacama                                   | 43    | 45    | 23    | 32    | 0     | 20    | 1     | 164   |
| Coquimbo                                  | 76    | 88    | 60    | 66    | 4     | 75    | 0     | 369   |
| Aconcagua                                 | 58    | 77    | 33    | 51    | 7     | 71    | 1     | 298   |
| Valparaíso                                | 87    | 104   | 47    | 58    | 16    | 89    | 7     | 408   |
| Santiago                                  | 155   | 216   | 105   | 118   | 51    | 188   | 8     | 841   |
| O'Higgins                                 | 60    | 90    | 48    | 65    | 27    | 83    | 2     | 375   |
| Colchagua                                 | 73    | 79    | 19    | 41    | 0     | 78    | 0     | 290   |
| Curicó                                    | 32    | 40    | 14    | 29    | 9     | 38    | 1     | 163   |
| Talca                                     | 44    | 53    | 23    | 24    | 17    | 39    | 1     | 201   |
| Maule                                     | 26    | 28    | 11    | 16    | 24    | 24    | 0     | 129   |
| Linares                                   | 44    | 45    | 16    | 35    | 4     | 46    | 2     | 192   |
| Ñuble                                     | 89    | 100   | 31    | 53    | 5     | 75    | 2     | 355   |
| Concepción                                | 72    | 81    | 48    | 40    | 36    | 56    | 4     | 337   |
| Arauco                                    | 32    | 35    | 29    | 24    | 2     | 3     | 1     | 126   |
| Bío-Bío                                   | 44    | 44    | 20    | 26    | 29    | 18    | 2     | 183   |
| Malleco                                   | 49    | 62    | 18    | 37    | 30    | 55    | 2     | 253   |
| Cautín                                    | 73    | 92    | 42    | 39    | 74    | 77    | 3     | 400   |
| Valdivia                                  | 57    | 55    | 25    | 46    | 4     | 57    | 0     | 244   |
| Osorno                                    | 27    | 29    | 12    | 13    | 3     | 28    | 0     | 112   |
| Llanquihue                                | 35    | 44    | 11    | 26    | 7     | 41    | 0     | 164   |
| Chiloé                                    | 64    | 65    | 26    | 58    | 0     | 57    | 0     | 270   |
| Aysén                                     | 22    | 27    | 15    | 17    | 0     | 19    | 1     | 101   |
| Magallanes                                | 23    | 23    | 7     | 23    | 0     | 15    | 2     | 93    |
| Total                                     | 1343  | 1584  | 723   | 984   | 355   | 1301  | 42    | 6332  |
| Fuente: Dirección del Registro Electoral. |       |       |       |       |       |       |       |       |

## Campaña
El 3 de diciembre de 1966 a las 23:59 venció el plazo para inscribir las candidaturas, y el 8 de diciembre se realizó en la Dirección del Registro Electoral el sorteo de la ubicación de cada lista en la cédula de votación.
El Partido Comunista (PCCh) y el Partido Socialista (PS) acordaron para esta elección realizar «pactos de compensación» —también conocidos como «pactos por omisión»— en algunas comunas, en los cuales uno de los 2 partidos decide no presentar candidaturas a fin de apoyar al otro partido que sí presente postulaciones y así evitar la dispersión de votos. De esta forma, el PCCh apoyó a los socialistas en 39 comunas, y el PS apoyó a los comunistas en 37 comunas.

## Desarrollo de la elección
Los medios de comunicación iniciaron su cobertura desde las primeras horas de la mañana. Canal 13 inició sus transmisiones a las 9:30 junto a un equipo de más de 200 personas, entre los cuales había también alrededor de 50 estudiantes de escuelas de Periodismo de universidades santiaguinas, junto a 8 radiotaxis, 4 locutores oficiales, y 2 líneas directas de teléfonos para comunicarse con las provincias, 9 de las mismas líneas para comunicaciones dentro de Santiago, 2 equipos móviles y una filmadora con sonido además de sus equipos de videotape. Canal 9 contó con su propio equipo de reporteros más la colaboración de los periodistas de Radio Presidente Balmaceda.

## Resultados
| A                                         | Partido Radical              | PR                          | 377 074   | 16,46 % | 1343 | 327 | 16,46 % |         |
| B                                         | Partido Demócrata Cristiano  | PDC                         | 834 810   | 36,43 % | 1584 | 649 | 39,82 % | 13,76 % |
| C                                         | Partido Comunista            | PCCh                        | 346 105   | 15,10 % | 723  | 149 | 9,14 %  | 2,45 %  |
| D                                         | Partido Socialista           | PS                          | 324 965   | 14,18 % | 984  | 198 | 14,21 % | 2,69 %  |
| E                                         | Partido Democrático Nacional | PADENA                      | 56 316    | 2,46 %  | 355  | 33  | 2,02 %  |         |
| F                                         | Partido Nacional             | PN                          | 334 656   | 14,61 % | 1301 | 266 | 16,32 % |         |
| G-H-I                                     | Independientes               | Ind                         | 17 428    | 0,76 %  | 42   | 8   | 0,49 %  |         |
| Total de votos válidos                    | Total de votos válidos       | Total de votos válidos      | 2 291 354 | 97,78 % |      |     |         |         |
| Votos nulos y en blanco                   | Votos nulos y en blanco      | Votos nulos y en blanco     | 51 913    | 2,22 %  |      |     |         |         |
| Total de sufragios emitidos               | Total de sufragios emitidos  | Total de sufragios emitidos | 2 343 267 | 100 %   |      |     |         |         |
| Fuente: Dirección del Registro Electoral. |                              |                             |           |         |      |     |         |         |

### Resultado por provincia
| Provincia                                 | Votos   | Votos   | Votos   | Votos   | Votos  | Votos   | Votos  | Votos           | Votos     |
| Provincia                                 | A PR    | B PDC   | C PC    | D PS    | E PDN  | F PN    | Ind.   | Nulos y blancos | Total     |
| ----------------------------------------- | ------- | ------- | ------- | ------- | ------ | ------- | ------ | --------------- | --------- |
| Tarapacá                                  | 5709    | 13 973  | 12 214  | 13 600  | 0      | 2856    | 1015   | 726             | 50 093    |
| Antofagasta                               | 12 386  | 24 770  | 20 573  | 10 809  | 1677   | 4073    | 128    | 1342            | 75 758    |
| Atacama                                   | 9284    | 9914    | 6930    | 8244    | 0      | 2484    | 310    | 702             | 37 868    |
| Coquimbo                                  | 19 034  | 22 632  | 14 582  | 11 803  | 92     | 7726    | 0      | 1542            | 77 411    |
| Aconcagua                                 | 6339    | 17 231  | 4195    | 7292    | 476    | 9334    | 48     | 958             | 45 873    |
| Valparaíso                                | 33 529  | 111 956 | 42 298  | 25 489  | 2912   | 37 119  | 3605   | 5538            | 262 446   |
| Santiago                                  | 114 544 | 350 087 | 154 631 | 118 417 | 15 041 | 145 261 | 7152   | 24 844          | 929 977   |
| O'Higgins                                 | 7684    | 26 083  | 10 666  | 13 520  | 4347   | 16 145  | 602    | 1384            | 80 431    |
| Colchagua                                 | 7620    | 12 919  | 2391    | 6725    | 0      | 9833    | 0      | 569             | 40 057    |
| Curicó                                    | 5274    | 9370    | 2373    | 5178    | 278    | 4277    | 102    | 617             | 27 469    |
| Talca                                     | 8369    | 19 794  | 5217    | 4044    | 5694   | 6102    | 77     | 952             | 50 249    |
| Maule                                     | 3569    | 5752    | 1378    | 3292    | 3187   | 3757    | 0      | 351             | 21 286    |
| Linares                                   | 7021    | 15 225  | 1937    | 8200    | 1375   | 8100    | 57     | 782             | 42 697    |
| Ñuble                                     | 18 697  | 24 348  | 4051    | 8916    | 600    | 8510    | 366    | 1237            | 66 725    |
| Concepción                                | 27 205  | 54 760  | 34 849  | 21 089  | 5720   | 11 361  | 1675   | 2398            | 159 057   |
| Arauco                                    | 5762    | 4826    | 4101    | 4234    | 57     | 279     | 69     | 302             | 19 630    |
| Bío-Bío                                   | 8480    | 11 633  | 5461    | 4027    | 2738   | 3422    | 490    | 1008            | 37 259    |
| Malleco                                   | 7835    | 13 151  | 1420    | 4838    | 1730   | 9176    | 470    | 715             | 39 335    |
| Cautín                                    | 20 082  | 28 540  | 6107    | 4816    | 9484   | 13 204  | 611    | 1873            | 84 717    |
| Valdivia                                  | 11 751  | 17 267  | 3631    | 14 905  | 527    | 11 009  | 0      | 1334            | 60 424    |
| Osorno                                    | 15 645  | 11 056  | 1961    | 3103    | 171    | 5343    | 0      | 573             | 37 852    |
| Llanquihue                                | 8284    | 11 953  | 1283    | 6605    | 210    | 7664    | 0      | 713             | 36 712    |
| Chiloé                                    | 7575    | 5364    | 776     | 2959    | 0      | 4746    | 0      | 740             | 22 160    |
| Aysén                                     | 1084    | 3173    | 1091    | 1849    | 0      | 1088    | 283    | 207             | 8775      |
| Magallanes                                | 4312    | 9033    | 1989    | 11 011  | 0      | 1787    | 368    | 526             | 29 026    |
| Total nacional                            | 377 074 | 834 810 | 346 105 | 324 965 | 56 316 | 334 656 | 17 428 | 51 933          | 2 343 287 |
| Fuente: Dirección del Registro Electoral. |         |         |         |         |        |         |        |                 |           |

## Alcaldías 1967-1971

### Listado de alcaldes electos
Listado de alcaldes elegidos en las principales ciudades del país.
| Municipio | Municipio    | Alcalde electo                                     |
| --------- | ------------ | -------------------------------------------------- |
|           | Arica        | José Solari Ramírez Partido Demócrata Cristiano    |
|           | Iquique      | Jorge Soria Quiroga Partido Socialista             |
|           | Calama       | Óscar Flores Álvarez Partido Comunista             |
|           | Antofagasta  | Germán Miric Vega Partido Comunista                |
|           | Copiapó      | Leonardo Hagel Arredondo Partido Socialista        |
|           | La Serena    | Jorge Morales Adriasola Partido Radical            |
|           | Coquimbo     | Eduardo Pizarro Delgado Partido Radical            |
|           | Providencia  | Mauricio Litvak Partido Radical                    |
|           | Rancagua     | Patricio Mekis Spikin Partido Nacional             |
|           | Talca        | José Fernández Llorens Partido Demócrata Cristiano |
|           | Concepción   | Guillermo Aste Pérez Partido Demócrata Cristiano   |
|           | Temuco       | Germán Becker Bäechler Partido Radical             |
|           | Valdivia     | Jorge Sabat Gozalo Partido Socialista              |
|           | Puerto Montt | Raúl Blanco Watson Partido Socialista              |
|           | Coyhaique    | Héctor Cortés Castro Partido Socialista            |
|           | Punta Arenas | Nelda Panicucci Bianchi Partido Comunista          |

### Listado de alcaldes designados
De acuerdo al Art. 68 del Decreto Supremo N° 1.472 del 24 de julio de 1941: "en las municipalidades de Santiago, Valparaíso y Viña del Mar, los alcaldes serán nombrados por el Presidente de la República y durarán en sus funciones igual período de tiempo que corresponde a la municipalidad".
| Municipio | Municipio    | Alcalde designado                                   |
| --------- | ------------ | --------------------------------------------------- |
|           | Viña del Mar | Juan Andueza Silva Partido Demócrata Cristiano      |
|           | Valparaíso   | Juan Montedónico Nápoli Partido Demócrata Cristiano |
|           | Santiago     | Manuel Fernández Díaz Partido Demócrata Cristiano   |